# Kipperkarten

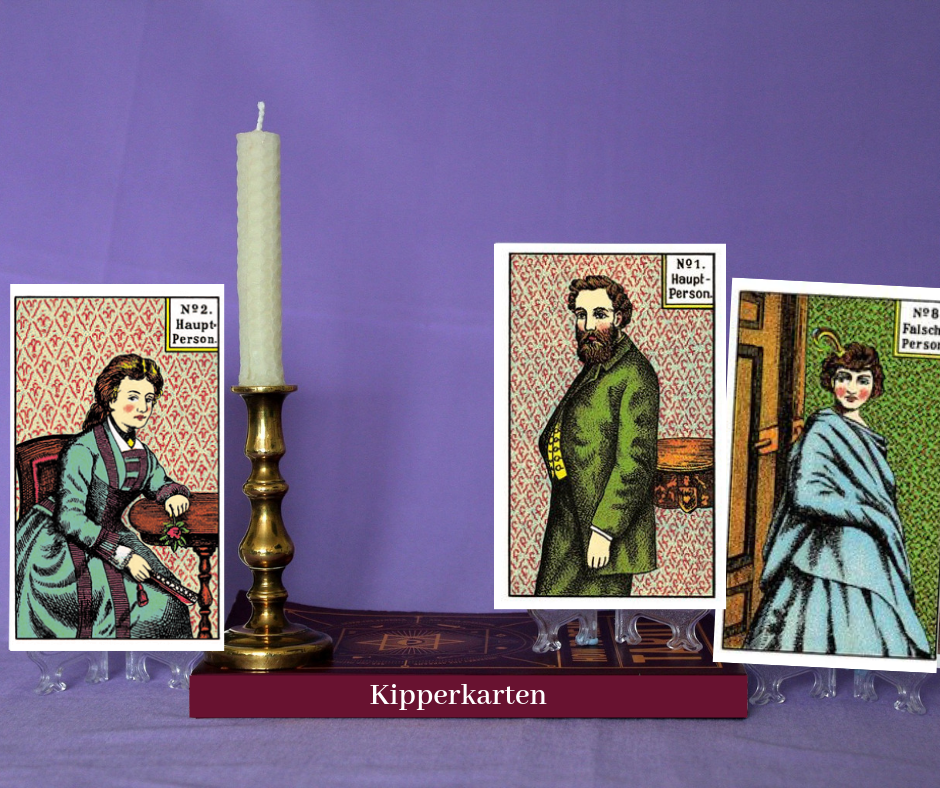
Kipperkarten

Kipperkarten sind Wahrsagekarten, die nach einer im 19. Jahrhundert in Berlin und München tätigen Wahrsagerin Susanne Kipper benannt sein sollen.
Ein Kipperkartenspiel besteht aus 36 nummerierten Karten, auf denen jeweils eine Person oder ein Ereignis abgebildet ist. Typisch für die Kipperkarten sind der große Anteil an Personendarstellungen, im Unterschied beispielsweise zu dem ebenfalls 36 Karten umfassenden „kleinen Deck“ der Lenormandkarten. Bei der Anwendung sollen die Karten auf Menschen aus dem Umfeld des Fragestellers hinweisen oder auch auf Charaktereigenschaften oder Situationen des Alltags, in denen er sich selbst befindet.

## Geschichte
1890 erschienen die Kipperkarten zum ersten Mal beim Schreibwarenhändler und späteren Verleger Matthias Seidlein in München mit einem Anleitungsheft und dem Namen Karten der berühmten Wahrsagerin Frau Kipper. Sie sind bis heute in ihrer ursprünglichen Gestaltung erhältlich und weisen in ihren Bildern, Namen und Bedeutungen große Parallelen zu den sogenannten Zigeunerkarten auf, sind mit ihnen jedoch nicht identisch. In den Jahren 1900 und 1910 kamen Neuauflagen, ebenfalls bei Matthias Seidlein auf den Markt, diesmal mit der Aufschrift Gezeichnet und Herausgegeben von F. Kipper.
1920 gingen die Rechte an den Karten an die Firma F.X. Schmid. Durch einen technischen Fehler bei der Übernahme werden die Bilder (bis auf No. 22. Militärperson) seitdem seitenverkehrt wiedergegeben.
Seit Anfang der 2000er Jahre sind Neugestaltungen der Karten im Handel, beispielsweise Karten des Künstlers Salish oder andere, teilweise unter Bezeichnungen wie Mystische Kipper. Viele Kartenleger arbeiten jedoch vorzugsweise mit den Originalen, die seit 2000 von ASS Altenburger vertrieben werden.

## Die Karten im Einzelnen
Die Karten sind von No. 1 bis No. 36 durchnummeriert und tragen einen beschreibenden Namen. Je nach Legemuster und Fragestellung können sie verschieden ausgelegt werden. Einfache Kurzdeutungen der Karten sind im Folgenden in Klammern angegeben.
1. Hauptperson (männlicher Fragesteller oder Partner der Fragestellerin)
2. Hauptperson (weibliche Fragestellerin oder Partnerin des Fragestellers)
3. Ehestandskarte (Beziehungen, meist Liebe, manchmal auch Geschäftsbeziehungen)
4. Zusammenkunft (Gespräche, Treffen, Familientreffen)
5. Guter Herr (wohlwollender Mann, älterer Mann, Chef, Vater)
6. Gute Dame (wohlwollende Dame, ältere Frau, Mutter, mütterliche Freundin)
7. Angenehmer Brief (gute Nachrichten, etwas wendet sich zum Guten)
8. Falsche Person (Unehrlichkeit, Schwierigkeiten, falsche Entscheidungen)
9. Eine Veränderung (Veränderungen, Neuanfang)
10. Eine Reise (Reise, der eigene Weg, die eigene Entwicklung, Veränderungen, ein Weg ist zu gehen, längerer Zeitfaktor)
11. Viel Geld gewinnen (zu Geld kommen, Zugewinn, auch durch Arbeit)
12. Reiches Mädchen (Frau aus gutem Hause, Kind, blond, jünger)
13. Reicher guter Herr (Gönner, Liebhaber, Kollege, Vorgesetzter, jünger, blond)
14. Traurige Nachricht (traurige Mitteilung, Kummer, Sorgen, gehen meist rasch vorbei)
15. Guter Ausgang in der Liebe (Liebe und Gefühle, Loyalität, alles wird gut, Beziehung reift und heilt)
16. Seine Gedanken (Gedanken des Fragestellers, Emotionen, was geht in ihm vor, Denken anderer Personen)
17. Geschenk bekommen (Geschenk, Tiere, wie ein Geschenk, Besuch, Freude, Lebensfreude, Überraschung, Kinder)
18. Ein kleines Kind (Kind, das Ego, Neuanfang)
19. Ein Todesfall (Umbruch, Transformation, Metamorphose, Neuanfang, Rückzug, ein neuer Weg)
20. Haus (das eigene Leben, Haus, Zuhause, Privates, Geborgenheit, Stabilität, Sicherheit)
21. Wohnzimmer (Wohnung, Privatsphäre, häusliche, sehr private Bereiche, engste Familie, kurzer Zeitfaktor)
22. Militärperson (ein Mensch aus der Vergangenheit, auch aus anderen Leben, Sicherheit, disziplinierter Mensch, auch trotzig, gradlinig)
23. Gericht (Gericht, Entscheidung, Entscheidung wird abgenommen/gefällt, Wendepunkt, unausweichlich)
24. Diebstahl (jemand/etwas schleicht sich davon, heimlich, verheimlichen, Verlust, Trauer, Defizit, Trennung)
25. Zu hohen Ehren kommen (Erfolg, Anerkennung, Lob, etwas erreichen)
26. Großes Glück (beste Karte im Kartendeck, mildert schlechte Karten)
27. Unverhofftes Geld (Geld, das man über die Arbeit/einen Vertrag erhält, etwas kommt unverhofft, Vertrag, Gewinn, Erfüllung von Wünschen)
28. Erwartung (Geduld, abwarten, Erwartungshaltung, Träume)
29. Gefängnis (Gefängnis, öffentliches Gebäude, Blockade, Lockdown, eingeengt sein, festhalten)
30. Gerichtsperson (Anwalt, Notar, Kommunikation, Gespräch, sehr energische, konsequente Person, Hilfe bei Entscheidungen)
31. Kurze Krankheit (Niedergeschlagenheit, Verletzung, körperliche Nähe, Krankheit geht schnell vorbei, Problem wird gelöst)
32. Kummer und Widerwärtigkeiten (Ängste, Trauer, Sorge)
33. Trübe Gedanken (Grübeleien, Depressionen (nur mit anderen Karten in Verbindung – kurze Krankheit + falsche Person), kurze Sorge)
34. Arbeit, Beschäftigung (Job, Hobby, Aktivität, etwas tun müssen)
35. Ein langer Weg (Zeit wird benötigt, entfernte Ziele, Ausland, große Menschen)
36. Die Hoffnung, großes Wasser (Spiritualität, Intuition, Kreativität, schicksalhaft, unausweichlich, eine Reise zu Wasser, wenn die Reisekarte in Verbindung liegt, nicht aufgeben)